# Brothers in Arms 2: Global Front
Brothers in Arms 2: Global Front est un jeu vidéo de tir à la première personne se déroulant durant la Seconde Guerre mondiale pour iOS et Android, développé et publié par Gameloft. Il est sorti sur l'App Store le 22 février 2010 et fait partie de la série Brothers in Arms.
Le jeu a été réédité pour iOS en tant qu'application freemium le 22 novembre 2011 et renommé Brothers in Arms 2: Global Front Free+. Cette version a remplacé la version originale sur l'App Store. Global Front Free+ est sorti sur l'Android Market le 6 décembre 2011.

## Gameplay
Brothers in Arms 2: Global Front présente un gameplay similaire à celui de la série Modern Combat, plus que son prédécesseur, Brothers in Arms: Hour of Heroes. Alors que Hour of Heroes était un jeu de tir à la troisième personne, Global Front se joue entièrement à la première personne, sauf lorsqu'on se met à couvert.
Le jeu se contrôle à l'aide de boutons virtuels à l'écran ; un stick de contrôle virtuel est utilisé pour les mouvements, tandis que la visée s'effectue en glissant l'écran tactile. Le joueur peut également s'accroupir, lancer des grenades, utiliser la mire de son arme, recharger, changer d'arme, ramasser différentes armes, poignarder des ennemis, contourner des obstacles et tirer à l'aide de boutons et d'invites sur l'écran tactile. Toutes les commandes peuvent être personnalisées à partir du menu principal. Le jeu comportait à l'origine un système de couverture automatique et une fonction de course, mais tous deux ont été supprimés dans l'édition Free+. Des commandes gyroscopiques ont également été ajoutées à l'édition Free+.
Le mode multijoueur est accessible via une connexion locale Wi-Fi et Bluetooth, ainsi que via une connexion Internet globale. Pendant le jeu, les joueurs reçoivent des plaques d'identification lorsqu'ils tuent un joueur adverse. Ils peuvent alors utiliser ces dog tags pour acheter des renforts qui les aideront à attaquer l'équipe adverse et à gagner des points pour leur propre équipe. Les dog tags sont également utilisés pour acheter des armes, des munitions et des équipements, tels que des équipements, des grenades et des kits de santé, qui peuvent être transportés vers et depuis la campagne solo.

## Intrigue
Le joueur prend le contrôle du caporal David Wilson pendant toute la durée du jeu. Au début de la Seconde Guerre mondiale, son frère Eric et lui s'engagent ensemble dans l'armée américaine. David est envoyé dans le Pacifique pour combattre dans la campagne des îles Salomon. Dirigée par le sergent Neissman, l'unité de David aide à reprendre les îles aux forces japonaises et empêche les Japonais d'appeler un soutien aérien en détruisant leur centre radio. Alors qu'ils rentrent pour se regrouper avec le reste de la compagnie, David est gravement blessé par un soldat japonais et est transporté à l'hôpital. Après s'être réveillé d'un coma de six semaines, il reçoit une lettre l'informant de la mort d'Eric et de la révocation de sa médaille d'honneur. Aucun autre détail sur l'incident n'est donné. Sentant que quelque chose ne tourne pas rond, David part à la recherche de la vérité.
En voyageant en Afrique du Nord, David rencontre le caporal Ira Schumacher, qui lui dit qu'un soldat appelé le lieutenant Dyer pourrait savoir quelque chose sur la mort d'Eric. David retrouve Dyer après avoir repris une ville, mais celui-ci affirme qu'il ne connaissait pas Eric, n'ayant été transféré dans le peloton qu'un mois auparavant. Il indique à David la direction de MacNeil, un ami d'Eric. Schumacher aide David à trouver MacNeil, qui est gravement blessé et sous forte dose de morphine dans un ancien fort britannique en Afrique. Il dit à David que quelqu'un appelé "Donnie" sait ce qui s'est passé, et l'avertit d'arrêter d'enquêter sur la mort de son frère s'il l'aime vraiment.
Resté dans l'escouade de Schumacher, David prend part à l'invasion de la Sicile, mais l'escouade est touchée par la DCA ennemie. En se frayant un chemin à travers les montagnes et en détruisant plusieurs canons anti-aériens allemands, ils parviennent à traverser le pont et à entrer dans la ville. Là, David découvre que "Donnie" est un soldat nommé Donnovan. La seule information que Donnovan est capable de fournir est qu'Eric a été assassiné. Confus, David rejoint les forces alliées qui poussent de la Normandie vers l'Allemagne, où un homme nommé Hartley lui apprend que le colonel Becker est au courant de la mort d'Eric, et qu'il n'a pas peur d'en parler. David trouve un Becker en colère, qui lui dit qu'Eric a été tué lors d'une embuscade tendue par les Allemands après avoir volé des fournitures dans un hôpital. Cependant, David ne le croit pas et apprend que Donnovan et Dyer étaient avec Eric lors de l'embuscade. David confronte Donnovan, qui admet qu'il aurait dû être avec Eric, mais qu'il est resté à l'hôpital à cause d'une infirmière qui l'attirait. David réalise que Dyer lui a menti et qu'il cache un secret.
Apprenant que Dyer est reparti dans le Pacifique, David y retourne, déterminé à retrouver Dyer, et retrouve Neissman et son unité. Après avoir pris un camp japonais, ils rejoignent l'unité de Dyer. Dyer quitte soudainement le groupe, et est suivi par David. On découvre que Dyer traque une patrouille japonaise et, alors que David et lui combattent la patrouille, Dyer révèle la vérité : il volait des fournitures médicales à l'hôpital et les revendait. Lorsque les Allemands ont tendu une embuscade à l'unité, Dyer s'est échappé, et voyant qu'Eric était mort, il a fait croire qu'Eric était en possession des objets volés, mais il était très désolé de ce qui s'était passé.
À la fin du jeu, un soldat japonais tente de tuer Dyer par derrière et le joueur a le choix de le sauver ou non. Si David choisit de le sauver, Dyer s'échappe indemne, mais si David choisit de ne pas le sauver, Dyer est abattu, bien qu'il soit ensuite sauvé par Neissman, qui est à leur recherche. Dans tous les cas, le jeu se termine par la survie de Dyer, l'innocence d'Eric et la restitution de sa médaille d'honneur.

## Accueil
Global Front est sorti avec des critiques majoritairement positives. La version iOS originale a obtenu des scores globaux de 81,40 % sur GameRankings, sur la base de cinq critiques, et de 83 sur 100 sur Metacritic, également sur la base de cinq critiques.
Tracy Erickson de Pocket Gamer a donné au jeu une note de 7 sur 10, lui attribuant un "Bronze Award". Il a critiqué les commandes, affirmant qu'il y a beaucoup trop de boutons à l'écran, et a également estimé que certains des niveaux étaient mal conçus. En fin de compte, il a estimé que « Brothers in Arms 2 opte pour la variété plutôt que la fraîcheur et réussit largement malgré ses nombreux défauts mineurs ».
Levi Buchanan, de IGN, lui a attribué une note de 7,7 sur 10. Il a critiqué la linéarité rigide de la jouabilité, le système de contrôle et le scénario complètement impraticable, mais il a fait l'éloge des graphismes et a conclu que « Brothers in Arms 2: Global Front est une grande amélioration par rapport au premier Brothers pour iPhone, mais si vous voulez un jeu de tir pour votre iPhone, je dois pousser N.O.V.A. en tête de peloton. C'est tout simplement un meilleur jeu. Si Global Front n'était pas une telle poigne et vous laissait vous débrouiller un peu seul (et si Gameloft réduisait l'utilisation de tous les boutons à l'écran), ce serait un bien meilleur jeu. Malgré tout, avec ses superbes éléments de décor, Global Front reste meilleur que la plupart des jeux de tir de l'App Store ».
Blake Patterson, de TouchArcade, a attribué au jeu une note de 4 sur 5, en disant qu'il s'est amélioré à tous égards par rapport à son prédécesseur, et en le qualifiant de « jeu de tir très agréable et bourré d'action qui offre certaines des séquences de combat les plus intenses que vous trouverez sur l'iPhone, faisant de ce dernier opus de Gameloft une expérience de jeu qu'il est plutôt difficile de laisser passer ».
Nigel Wood, de TouchGen, lui a également attribué une note de 4 sur 5, faisant l'éloge des graphismes et des commandes personnalisables, mais critiquant la linéarité du jeu, l'IA "inexistante", le scénario et le jeu des voix. En fin de compte, il a estimé que le mode multijoueur a sauvé le jeu : « Ce qui a sauvé ce jeu de la faillite, c'est l'ajout du mode multijoueur. C'est l'un des plus complets à ce jour, avec jusqu'à huit joueurs, des arènes variées et détaillées, un grand choix d'armes et, plus important encore, l'ajout de la domination/capture du drapeau en plus des habituels deathmatch et team deathmatch ».
Chris Reed, de Slide to Play, lui a attribué une note de 4 sur 4. Lui aussi a critiqué l'IA et le jeu vocal, mais a fait l'éloge des commandes et des graphismes, déclarant que « nous pouvons toujours recommander sans équivoque ce jeu à tous ceux qui recherchent une expérience de jeu complète sur console portable. Brothers in Arms 2 n'a rien à envier aux meilleurs jeux DS et PSP et ne doit pas être manqué ».